# Pericles de Oliveira Ramos
Pericles de Oliveira Ramos (2 januari 1975) is een voormalig Braziliaans voetballer.

## Carrière
Pericles speelde tussen 1998 en 2004 voor Cerezo Osaka, Sagan Tosu en Tottori.